# Anajás
Anajás är en kommun i Brasilien.   Den ligger i delstaten Pará, i den nordöstra delen av landet, 1 700 km norr om huvudstaden Brasília. Antalet invånare är 24 771. Anajás ligger på ön Ilha de Marajó.
I omgivningarna runt Anajás växer i huvudsak städsegrön lövskog. Runt Anajás är det mycket glesbefolkat, med 2 invånare per kvadratkilometer.